# 秋山愛二郎
秋山 愛二郎（あきやま あいじろう、1877年〈明治10年〉6月19日 - 没年不詳）は、大日本帝国陸軍軍人。最終階級は陸軍少将。

## 経歴・人物
東京府出身。1897年（明治30年）陸軍士官学校第9期卒業。
1922年（大正11年）2月に陸軍歩兵大佐・水戸連隊区司令官、1923年（大正12年）8月に歩兵第36連隊長を経て、1926年（大正15年）3月2日に陸軍少将に昇進と同時に待命、同月22日に予備役に編入した。
1947年（昭和22年）11月28日、公職追放仮指定を受けた。